# TV 가이드

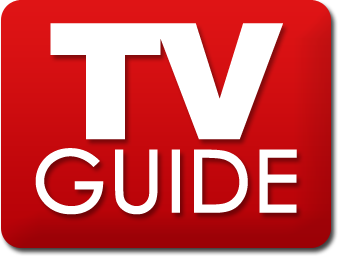

TV 가이드(영어: TV Guide)는 텔레비전 프로그램 목록 정보와 텔레비전 관련 뉴스, 연예인 인터뷰 및 가십, 영화 평론, 십자말 퍼즐, 그리고 일부 호에는 천궁도를 제공하는 미국의 격주 잡지이다. 인쇄 잡지의 운영 회사인 TV 가이드 매거진 LLC는 2015년부터 NTVB 미디어가 소유하고 있다. 이 잡지는 2008년 당시 소유주였던 매크로비전이 OpenGate Capital에 1달러와 950만 달러의 대출로 TV 가이드에서 분사되었다.
TV 가이드 매거진은 인쇄물에 한해 TV 가이드라는 이름과 독특한 빨간색 및 흰색 로고를 사용할 수 있는 라이선스를 보유하고 있으며, 온라인에서는 해당 브랜드나 로고를 사용할 수 없다. TV 가이드 상표 및 기타 지식 재산권은 팬덤 주식회사가 소유하고 있지만, TV 가이드 이름과 잡지의 편집 콘텐츠는 팬덤이 잡지의 홍보 웹사이트 및 모바일 앱에서 사용할 수 있도록 라이선스를 부여하고 있다.

## 역사

### 프로토타입
TV 가이드 잡지의 전신은 1930년대 뉴욕의 맥패든 퍼블리케이션스와 이후 전신 출판물이 창간될 무렵에는 Cowles Media Company의 순환 이사였던 리 와그너(Lee Wagner, 1910~1993)가 개발했다. 그는 영화 유명인을 중심으로 한 잡지를 배포했다.
1948년 6월 14일, 그는 뉴욕 지역 방송 목록 잡지인 '더 텔레비전 가이드'(The TeleVision Guide)를 처음 발행했다. 첫 호 표지에는 당시 단명한 버라이어티 시리즈 '더 글로리아 스완슨 아워'(The Gloria Swanson Hour)에 출연했던 무성 영화 배우 글로리아 스완슨이 등장했다. 와그너는 나중에 뉴잉글랜드와 볼티모어–워싱턴 지역을 위한 '더 텔레비전 가이드'의 지역판을 발행하기 시작했다. 5년 후 그는 이 판들을 월터 애넌버그에게 팔았고, 애넌버그는 이를 자신의 출판 및 방송 회사인 Triangle Publications에 편입시켰지만, 1963년까지 잡지의 컨설턴트로 남아있었다.

### 애넌버그/트라이앵글 시대

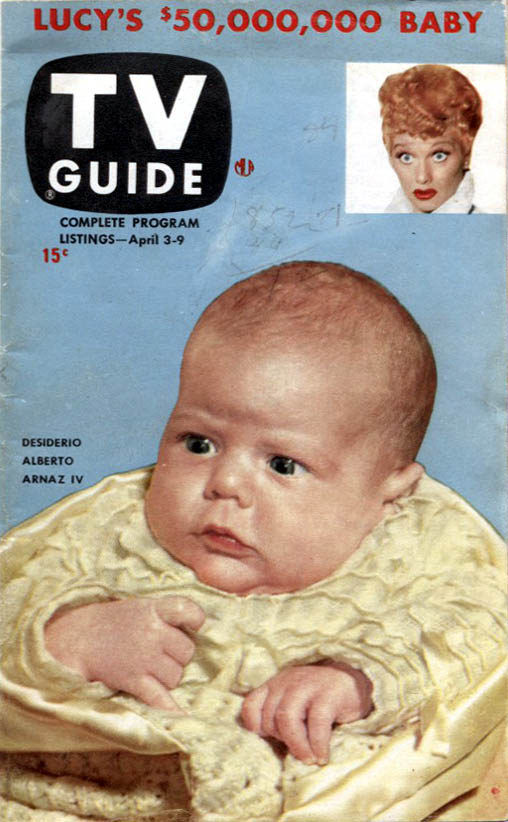
TV 가이드의 첫 발행호(1953년 4월 3일), 루실 볼의 막내아들인 데지 아너즈 주니어를 담고 있다(오른쪽 상단에 루실 볼의 작은 삽입 사진이 보인다).

전국판 TV 가이드의 첫 호는 1953년 4월 3일 발행되었으며, 유통되던 10개 미국 도시에서 총 1,560,000부가 팔렸다. 창간호 표지에는 루실 볼의 갓 태어난 아들 데지 아너즈 주니어의 사진이 실렸고, 잡지 제목 "루시의 5천만 달러 아기" 아래 상단 모퉁이에 루실 볼의 축소된 삽입 사진이 배치되었다. 이 잡지는 digest size로 발행되었으며, 이는 52년간 인쇄 형식으로 유지되었다. 첫 호부터 1954년 7월 2~8일 호까지, TV 가이드의 각 판 목록은 금요일에 시작하여 목요일에 끝났다. 1954년 7월 9~16일 호는 금요일에 시작하여 다음 금요일에 끝났다. 그러다 1954년 7월 17~23일 호부터 각 주 발행호의 목록이 토요일에 시작하여 금요일에 끝나는 방식으로 변경되었고, 이는 2004년 4월까지 모든 지역판의 목록 형식으로 유지되었다. TV 가이드가 전국 발행물이 된 것은 트라이앵글 퍼블리케이션스가 시카고 지역에서 유통되던 TV 포캐스트(TV Forecast)와 필라델피아와 피츠버그에서 배포되던 TV 다이제스트(TV Digest), 그리고 뉴욕에 기반을 둔 텔레비전 가이드(Television Guide)와 같은 수많은 지역 텔레비전 목록 발행물을 인수한 결과였다. (TV 포캐스트는 1948년 5월 9일 첫 발행 시에 최초로 지속적으로 발행된 텔레비전 목록 잡지였다. TV 다이제스트는 1948년 11월 7일 첫 발행 시에 원래 '더 로컬 텔레비저'(the Local Televiser)라는 제목으로 배포되었다. 뉴욕에 기반을 둔 텔레비전 가이드는 1950년 3월 18일에 제목이 TV 가이드로 축약되었다.) TV 가이드에 통합된 각 도시의 자체 지역 TV 목록 잡지는 잡지가 전국적으로 발행될 때 처음으로 유통된 도시들이었다.
1953년 4월 지역별 목록을 포함한 전국 잡지로서의 출시는 거의 즉각적인 성공을 거두었다. 그러나 이후 몇 주 동안 발행 부수는 감소했으며, 1953년 여름 내내 잡지 유통이 5개 도시(피츠버그, 로체스터, 디트로이트, 클리블랜드, 샌프란시스코)로 확대되었음에도 마찬가지였다. 그 해 8월 중순까지 잡지 판매는 첫 호보다 20만 부 감소했다. TV 가이드의 운은 1953년 9월 4~10일 호, 즉 잡지의 첫 "가을 미리보기" 호에서 반전되기 시작했다. 이때 발행 부수는 1,746,327부에 달했으며, 발행 부수는 시간이 지남에 따라 꾸준히 증가하여 1960년대에는 TV 가이드가 결국 미국에서 가장 많이 읽히고 유통되는 잡지가 되었다. 각 호의 초기 비용은 부당 15센트였다(1.45년에 해당; 각 호의 가격은 수년에 걸쳐 점차 상승하여 2025년 현재 부당 4.99달러에 판매되고 있다). 구독 외에도 TV 가이드는 전국 식료품점 계산대에서 판매되었다. 1980년대까지 각 호에 포함된 특집 기사는 텔레비전 광고로 홍보되었다. 트라이앵글 하에서 TV 가이드는 발행 부수뿐만 아니라, 직원 및 기고자들의 기사(대부분은 컬러 섹션에 실림)를 통해 텔레비전 프로그램에 대한 권위자로 인정받으며 계속 성장했다.

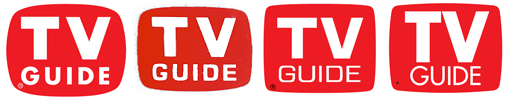
출판물이 사용했던 과거 로고(왼쪽부터): 1953~1962년, 1962~1968년, 1968~1987년, 1987~2002년.

수십 년에 걸쳐 TV 가이드 로고의 모양은 텔레비전 화면의 현대화를 반영하여 변화했으며, 2003년 9월에는 와이드스크린 모양을, 2016년 9월에는 현재의 평면 화면 모양을 채택했다(다른 서체를 사용하는 것이 유일한 외관상의 차이점인 다른 버전의 로고는 현재 잡지와 별도로 소유된 CBS 관리 디지털 자산에 각각 사용되고 있다). 처음에는 로고가 다양한 색상의 배경(일반적으로 검은색, 흰색, 파란색 또는 녹색)을 가졌으며, 1960년대에 익숙한 빨간색 배경이 표준이 되었고 특별판에는 때때로 맞춤형 디자인이 사용되었다.
잡지는 처음에는 필라델피아 시내의 작은 사무실에 기반을 두었지만, 1950년대 후반에 래드너, 펜실베이니아주에 있는 더 넓은 전국 본부로 이전했다. 이 새로운 시설은 건물 입구에 크고 밝은 TV 가이드 로고가 완비되어 있었으며, 경영진, 편집자, 제작 인력, 구독 처리자뿐만 아니라 인기 있는 주간 간행물에 등재할 수 있는 모든 텔레비전 쇼 및 영화에 대한 데이터를 담은 방대한 컴퓨터 시스템을 갖추고 있었다. 텔레비전 관련 이야기와 프로그램 리뷰와 같은 특정 특집 칼럼을 포함하는 TV 가이드의 전국 컬러 섹션 인쇄는 트라이앵글의 그라비어 사업부 공장에서 이루어졌는데, 이 공장은 거의 완벽한 등록으로 업계 최고 품질의 인쇄를 수행하는 것으로 유명했으며, 필라델피아 북부 브로드 스트리트에 있는 회사 랜드마크인 Inquirer Building에 인접해 있었다. 컬러 섹션은 그 다음 지역 인쇄소로 보내져 지역 목록 섹션을 감쌌다.
TV 가이드와 주요 신문인 필라델피아 인콰이어러 외에도 트라이앵글 퍼블리케이션스는 필라델피아 데일리 뉴스를 소유했고, 10개의 라디오 방송국과 6개의 텔레비전 방송국을 소유했다: (필라델피아의 WFIL AM-FM-TV; 뉴헤이븐, 코네티컷주의 WNHC AM-FM-TV; 프레즈노, 캘리포니아주의 KFRE AM-FM-TV; 빙엄턴, 뉴욕주의 WNBF AM-FM-TV; 앨투나, 펜실베이니아주의 WFBG AM-FM-TV; 랭커스터–레버넌, 펜실베이니아주의 WLYH-TV), 그리고 The Daily Racing Form; The Morning Telegraph; 세븐틴; 그리고 다양한 케이블 텔레비전 관련 사업을 소유했다. (트라이앵글이 WFIL-TV를 소유하고 있을 때 American Bandstand가 인기를 얻었고, 이는 결국 진행자 딕 클라크가 주요 텔레비전 인물이 되는 계기가 되었다.) 트라이앵글 퍼블리케이션스는 1969년 필라델피아 신문들을 나이트 뉴스페이퍼스에, 1970년대 초 라디오 및 텔레비전 방송국들을 캐피탈 시티즈 커뮤니케이션스에 매각했다(현재 KFSN-TV와 WPVI-TV로 알려진 텔레비전 방송국은 이후 캐피탈 시티즈와의 1986년 합병을 통해 ABC가 인수했다). 그 외 다양한 사업들을 매각하고 TV 가이드, 세븐틴, 더 데일리 레이싱 폼만 남겼다.
잡지 창간 후 52년간 목록 정보는 "로그" 형식으로 표시되었는데, 이는 주로 시작 시간과 채널별로 정리된 프로그램의 텍스트 기반 목록이었다. 이는 TV 가이드에서 프로그램 정보를 표시하는 유일한 방법이었고(결국 황금시간대 그리드가 통합되면서 주요 방식이 되었고, 나중에는 지역 목록을 포함한 마지막 2년간 보조 방식이 되었다) 2005년 전국 목록으로 전환될 때까지 지속되었다. 이를 통해 각 프로그램의 전체 제목과 영화 및 대부분의 프로그램에 대한 시놉시스를 표시할 수 있었다. 로그의 대부분 목록 항목은 프로그램 제목 뒤에 프로그램 장르(및 전국 뉴스 프로그램의 경우 앵커)를 포함했으며, 상영 시간(프로그램 길이가 최소 1시간 – 나중에는 35분 – 이상인 경우에만 언급됨)은 시놉시스에 (시간과 분 단위로) 나열되었다.
채널 번호는 목록 시작 부분에 작은 둥근 아이콘("불릿")으로 설정되었다. 이 불릿은 곧 TV 가이드 로고의 모양과 유사하게 TV 화면 모양으로 수정되었다. 대부분의 판에서 특정 판의 즉각적인 지역 방송 구역을 담당하는 방송국은 검은색 TV 모양 불릿 안에 흰색 채널 번호가 표시되었다. 즉각적인 지역 구역 외부의 인접 지역 사회를 담당하지만, 주요 지역에서도 볼 수 있는 방송국은 검은색으로 윤곽선이 그려진 흰색 TV 모양 불릿 안에 검은색 숫자로 표시되었다(예: 샌프란시스코 판에서는 샌프란시스코 또는 오클랜드에 기반을 둔 방송국은 흰색 바탕에 검은색 TV 모양 불릿으로 채널 번호가 표시되었고, 인접한 새크라멘토 또는 살리나스/몬터레이를 담당하는 방송국(그러나 샌프란시스코 또는 오클랜드의 일부 지역, 즉 교외 지역에서도 미미한 수신으로 볼 수 있는 경우)은 검은색 바탕에 흰색 아이콘으로 채널 번호가 표시되었다). 특정 목록은 그 특정 시간에 동일한 프로그램을 방송하는 즉각적이고 주변 지역의 방송국 수에 따라 최대 3개 이상의 채널 불릿으로 시작할 수 있었다(보통 주요 도시와 인접 지역에 기반을 둔 동일 네트워크의 다른 계열사). 자세한 설명은 아래 "에디션" 섹션의 "목록 섹션" 하위 섹션을 참조하십시오.
원래 각 호의 로그에 나열된 대부분의 프로그램은 지역 및 전국 뉴스캐스트, 그리고 특정 시간대에 특정 방송국에서 방송되는 프로그램을 제외하고는 간단한 시놉시스를 담았다. 다른 지상파 텔레비전 방송국과 케이블 채널이 추가되면서, 지역 목록 섹션의 공간 제약으로 인해 상세한 시놉시스는 시리즈 및 텔레비전 스페셜—주로 저녁 황금시간대에 방송되는 것들—뿐만 아니라 지상파 텔레비전에서 방송되는 영화로 점진적으로 제한되었고, 해당 에디션의 주요 시장 외 지역 방송국 및 일부 케이블 채널에서 방영되는 프로그램에는 더 짧은 시놉시스가 사용되었다; 그리고 대부분의 다른 지상파 및 케이블 프로그램에는 제목과 기본적인 보충 정보(장르 및 프로그램 길이 등)만 제공되었다. 또한, 황금시간대(지역 방송 시간 및 해당 에디션에 소개된 네트워크 제휴 방송국에 대한 정보 포함)에 지상파 방송국—그리고 나중에는 케이블 채널—에서 방송될 예정인 프로그램에 대한 흑백 광고가 목록 내에 포함되었다. 주요 네트워크 프로그램 광고는 일반적으로 네트워크 자체에서 제작되었으며(종종 네트워크는 전체 밤 프로그램 또는 주요 영화나 스페셜, 또는 토요일 아침 만화 라인업의 시즌 프리미어에 대해 한 페이지 또는 두 페이지 전체 광고를 게재하기도 했다); 지역 뉴스캐스트를 포함한 지역 제작 프로그램 광고는 개별 방송국(네트워크 제휴 방송국뿐만 아니라 독립 방송국)에서 제작되었다. 이러한 지역 제공 광고는 거의 항상 특정 방송국에서 사용되는 독특한 로고를 사용했다(예: ABC가 소유하거나 제휴한 방송국에서 수년 동안 주로 사용된 "Circle 7" 로고). (다른 전국 잡지에서 볼 수 있는 것과 유사한 일반 제품, 서비스 및 특별 행사에 대한 흑백 광고도 목록 섹션에 배치되었다.)
목록 섹션의 정기적인 기능은 "클로즈업"이었다. 일반적으로 반 페이지 분량의 이 코너는 매일 방영되는 일부 프로그램에 대한 확장된 리뷰를 제공했다(나중에 "클로즈업"의 다양한 판은 신작 시리즈의 첫 방영부터 케이블에서 방영되는 쇼에 이르기까지 다양한 유형의 프로그램에 사용되었다). 퍼레이드, 고전 영화, 스포츠 경기, 정치 행사 등 모두 클로즈업의 대상이 될 수 있었다. 시간이 지남에 따라 "인사이더"(컬러 섹션 첫 페이지에 있는 텔레비전 뉴스 및 인터뷰 섹션); "치어스 앤 지어스"(텔레비전 프로그램의 다양한 측면에 대한 비판 페이지); "히츠 앤 미세스"(다가오는 주에 방영될 일부 프로그램에 대한 간략한 리뷰를 0점에서 10점 사이로 평가); "가이드라인"(흥미로운 다섯 또는 여섯 개의 프로그램을 강조하는 반 페이지 분량의 일일 섹션); 천궁도; 지난 주 네트워크 주간 연속극 스토리라인 요약; 새로운 가정용 비디오(나중에 DVD) 출시작 리뷰 페이지; 해당 주에 방송되는 특정 스포츠 행사, 어린이 프로그램, "별 네 개짜리" 영화를 각각 나열하는 전용 페이지; 그리고 십자말 퍼즐과 같은 다른 정기적이고 반복적인 기능(대부분 텔레비전 관련)이 목록과 함께 포함되었다. 비록 각 호는 일반적으로 매주 다른 텔레비전 관련 이야기를 다루지만, TV 가이드는 매년 몇 차례 등장하는 반복적인 호들도 포함한다. 가장 주목할 만한 것은 "가을 미리보기"(1953년 잡지 창간 이래로 특징적인 호로, 가을 텔레비전 시즌에 첫 방영되는 신작 시리즈에 대한 리뷰를 담고 있다), "돌아온 인기작"(1996년 처음 발행되었으며, 지난 텔레비전 시즌에서 재개되어 다가오는 가을 일정으로 돌아오는 시리즈 미리보기를 담고 있다), "겨울 미리보기"(1994년 처음 발행되었고 나중에 2006년부터 2009년까지 "(연도) TV 미리보기"로 알려졌으며, 미드 시즌 시리즈 미리보기를 담고 있다), 그리고 "TV 최고의 어린이 쇼"(1989년 처음 발행되었고 나중에 1990년 "어린이 텔레비전 학부모 가이드"로, 마지막으로 1993년 "어린이 TV 학부모 가이드"로 이름이 변경되었으며, 가족 지향 프로그램에 대한 이야기와 리뷰를 담고 있다).
목록된 방송국을 식별하는 것 외의 다른 용도로 사용되는 아이콘은 약 1956년경 잡지에 처음 추가되었다. "SPECIAL"과 "COLOR"라는 단어가 각각 직사각형 막대 안에 대문자로 표시되어 텔레비전 스페셜과 컬러로 방송되는 프로그램을 나타냈다. TV 가이드는 1969년 5월 지역 목록 섹션에 통합된 모든 아이콘을 수정하여, 지역 방송국을 식별하는 TV 모양 불릿의 글꼴을 푸투라에서 표준 헬베티카로 변경하고, 컬러 프로그램을 나타내기 위해 "C" 약어로 표시된 유사한 TV 모양 불릿을 사용했다(이전에 사용되었던 막대/텍스트 아이콘을 대체). 컬러 프로그램이 더욱 보편화되자, 1972년 8월 잡지는 대신 목록 섹션 내에서 흑백으로 방송되는 프로그램("BW" 약어로 표시됨)을 식별하기로 결정했다. 1981년 9월에는 클로즈드 캡션 또는 화면상의 수화 통역과 함께 제공되는 프로그램을 식별하기 시작했다.
매주 프로그램 에피소드가 충실히 반복되는 시대에 TV 가이드 목록은 일상적인 변경 사항이나 상태 변경 사항을 기록했다: "[Gunsmoke는 선점됨]", "(시리즈의 마지막 에피소드)", "Debut: ", "Special". 1970년대까지, 한 방송국에서 이중 또는 삼중 장편 영화 상영은 첫 번째 장편의 시작 시간에 "MOVIE--Double Feature"로 나열된 다음, 각 제목과 시놉시스 앞에 숫자가 붙은 글머리 기호로 영화를 나열했다. 1970년 이후에는 잡지가 각 영화를 자체 시간 항목에 나열했다.
하루의 프로그램 목록은 자정 한참 지나서, 달력상 이전 날의 황금시간대 프로그램이 끝난 후 마지막 방송국이 종료될 때까지 계속되었으며, 이는 새벽 4시까지도 가능했다. 다음 날의 목록은 빠르면 새벽 5시 또는 그 이전에 시작될 수 있었다.
TV 가이드는 방송사가 준비한 콘텐츠에서 목록 정보를 복사하는 대신, 종종 시사회와 인터뷰를 통해 독창적인 내용을 작성하는 것을 자랑으로 여겼다.

#### 케이블 목록 추가
케이블 텔레비전의 등장은 TV 가이드에 큰 어려움이 되었다. 케이블 채널은 에디션에 따라 1980년 또는 1981년에 잡지에 목록되기 시작했다. 목록된 채널도 해당 에디션에 따라 달랐다. 처음에는 많은 에디션의 지정 시장에서 케이블 시스템을 통해 이용할 수 있는 지역 및 전국 superstation만 목록에 있었으며, 특정 시장에서는 지역 독립 방송국을 통해 전송되는 지상파 구독 서비스(ONTV 등)도 목록에 포함되었다. 지역 구독 텔레비전 서비스는 종종 해당 서비스를 송출하는 채널에 대해 "STV 프로그래밍" 또는 "구독 텔레비전"으로 목록되었으며, 서비스는 별도로 목록되거나 일부 에디션에서는 전혀 목록되지 않았다. HBO, CNN(두 채널 모두 잡지에서 원래 주로 전면 광고로 홍보됨), CBN 케이블 네트워크(현재 프리폼), Alpha Repertory Television Service(ARTS, 1984년 The Entertainment Channel과의 합병을 통해 A&E로 계승됨), 니켈로디언과 같은 케이블 원본 채널은 에디션에 따라 1981년 말 겨울부터 1982년 상반기 사이에 점진적으로 추가되었다.
페이지 공간을 절약하기 위해 TV 가이드는 1981년 9월 목록에 그리드(주로 채널별로 정리된 매일 저녁 방송될 프로그램 목록의 행별 표시)를 통합했는데, 이는 매일 오후 목록 중 무작위 페이지에 배치되었다. 그리드는 원래 해당 판에 언급된 방송국에서 황금시간대(주어진 시간대에 황금시간대가 시작되는 시간에 따라 오후 7시부터 10시 또는 오후 8시부터 11시까지)에 방영되는 프로그램 요약을 제공하는 단일 페이지 기능으로 시작되었다. 1985년까지는 2페이지 섹션으로 확장되었고—이는 배치된 두 인접 페이지의 대략 4분의 3을 차지하기 시작했다—초기 접속 및 심야 시청 기간(현지 시간 오후 5시부터 11시 또는 오후 6시부터 12시까지)에 방영되는 프로그램을 포함했으며, 잡지가 정의한 황금시간대 부분(월요일부터 토요일까지 현지 시간 오후 7시 30분부터 11시 또는 오후 6시 30분부터 10시까지, 일요일에는 오후 7시부터 11시 또는 오후 6시부터 10시까지)의 시작과 끝은 더 두꺼운 테두리로 구분되었다. 그리드에 나열된 채널은 방송국, 기본 케이블 채널, 프리미엄 채널별로 정리되었다.
1982년 8월, 이 잡지는 두 가지 특집 섹션을 도입하면서 케이블 프로그램에 대한 보도를 확대했다. 첫 번째는 "케이블페이 섹션"으로, 금요일 목록 뒤에 이어지는 별도의 컬러 삽입본으로, 전국 기본 및 프리미엄 케이블 채널에서 방영되는 프로그램의 주요 내용을 제공했다(이 기능은 1985년에 중단되었으며, 이때 케이블 프로그램 주요 내용은 "가이드라인" 기능에 통합되었다). 두 번째 기능은 "케이블 및 유료 TV 영화 가이드"(나중에 1984년 "유료 TV 영화 가이드", 1997년 "프리미엄 채널 영화 가이드"로 이름이 변경됨)였다. 처음에는 "케이블페이" 삽입본 뒤에 이어졌다가 1985년 5월 금요일 목록 바로 뒤 페이지로 옮겨지면서, 국가 섹션은—두 섹션으로 구분되어 지역 섹션 앞뒤로 위치했던 것이—각 호를 구성하는 페이지의 전반부로 통합되었다. "영화 가이드"는 각 호의 마지막 페이지를 차지했으며, 로그 및 그리드 목록(그리드에만 독점적으로 포함된 영화는 제외)에 포함된 케이블 채널에서 향후 1~2주 동안 방영될 예정인 영화의 요약과 함께, 해당 주에 첫 개봉될 영화의 첫 페이지 요약(채널별로 정리되고 제목별로 하위 분류됨)을 제공했다. 해가 갈수록 각 판 목록에 더 많은 케이블 채널이 추가되었다. 이를 상쇄하기 위해 1985년 5월 11~17일 호에서는 로그에 더 작은 헬베티카 글꼴을 도입했으며, 몇 가지 다른 외관상의 변화도 있었다. 특히, 쇼의 길이는 시놉시스 끝이 아닌 쇼 제목 뒤에 나열되기 시작했다. 이 호에서는 또한 해당 판에 소개된 지역 방송국 광고가 특정 특별 이벤트로 제한되었고, 대부분의 프로그램 홍보는 전국 방송 및 케이블 네트워크 광고로 제한되었다.

### 뉴스 코퍼레이션 및 젬스타 시대
1988년 8월 7일, 트라이앵글 퍼블리케이션스는 뉴스 코퍼레이션의 뉴스 아메리카 코퍼레이션 부문에 30억 달러에 매각되었다. 이는 당시 가장 큰 미디어 인수 중 하나이자 가장 비싼 출판 거래였다. 1990년 11월 3~9일 호에서는 일부 지역판에 VCR 플러스+ 코드가 추가되어, 이 기술이 통합된 기기를 사용하는 사용자가 VCR에 코드를 입력하여 텔레비전 프로그램을 자동으로 녹화할 수 있게 되었다. (사용자가 녹화하려는 프로그램을 방영하는 채널에 해당하는 두 자리 플러스코드는 채널 디렉토리 페이지의 각 채널 뒤에 나열되었고, 개별 프로그램에 대한 한 자리에서 여덟 자리 코드는 각 프로그램 제목 뒤의 로그 목록 섹션에 나열되었다.) 플러스코드는 1991년 9월 14~20일 호부터 모든 지역판으로 확장되었다. 1992년 9월 12~18일 호에서는 오래된 장편 영화의 컬러화 버전을 식별하는 불릿 아이콘이 추가되었다.
1996년 3월 7일, TV 가이드는 iGuide를 출시했다. 이 iGuide는 원래 뉴스 코퍼레이션과 MCI의 합작투자 델피 인터넷 서비스 코퍼레이션이 포털 사이트로 개발한 것으로, 잡지가 제공하는 것보다 더 포괄적인 텔레비전 목록 데이터(현재 날짜로부터 2주 전의 정보까지)와 뉴스 콘텐츠, TV 가이드 편집 콘텐츠, 그리고 약 30,000편의 영화에 대한 상세 정보에 접근할 수 있게 해주는 CineBooks라는 검색 기능을 제공했다. 그해 말, 인쇄물 콘텐츠와 뉴스 코퍼레이션의 다른 미디어 자산 콘텐츠가 iGuide에 추가되었다. 1997년 1월 13일, MCI가 합작 투자에서 철수하기 직전에 iGuide는 TV 가이드 엔터테인먼트 네트워크(TVGEN)로 재출시되었고, 2002년에 TV 가이드 온라인으로 이름이 변경되었다. 재조정된 사이트는 텔레비전, 음악, 영화 및 스포츠(후자에 대한 콘텐츠는 폭스 스포츠에서 가져옴)를 다루었으며, 로이터, 데일리 버라이어티, 뉴욕 포스트의 뉴스 및 특집 기사, 등록 사용자에게 무료 이메일 업데이트, 그리고 동시에 5,000명의 사용자를 수용할 수 있도록 개발된 채팅방을 제공했다.
인쇄물의 1996년 9월 14~20일 호부터 목록에 추가적인 변경 사항이 적용되었다. 이 호부터 프로그램 제목은 모두 대문자에서 혼합 대소문자 Franklin Gothic 서체로 변경되었고, 영화 제목은 이전에 영화 설명 내에 표시되던 것에서 영화 시놉시스 앞에 이탤릭체로 나타나기 시작했으며(잡지 창간 이래 영화를 식별하는 데 사용되던 일반적인 "MOVIE" 헤더를 대체), 1990년 어린이 텔레비전 법을 준수하는 어린이 프로그램은 원형 "E/I" 아이콘으로 지정되기 시작했다. 또한, 인포머셜(1994년까지 "COMMERCIAL PROGRAM[S]"로, 그 이후에는 "INFORMERCIAL[S]"로 지정되었던)은 방송국에서 방영되는 시간대에는 잡지 목록에서 제외되었다. (시간 단위로 판매되는 프로그램은 잡지에 계속 나열되었지만 주로 종교 프로그램에 한정되었다.) 영화 시놉시스 내에 포함되었던 텍스트 식별자를 대체하여, 극장에서 개봉된 영화는 흑백 상자형 "M" 기호로 식별되기 시작했으며, 영화에 따라 별점(선도적인 영화 평론가들의 평점, 영화 출연진과 감독의 질, 영화 흥행 수익 및 수상 실적에 대한 합의를 바탕으로 한 1점["나쁨"]에서 4점["훌륭함"] 사이의 척도)이 동반되었다. 영화 아이콘은 비디오 또는 TV 영화(각각 "M→V" 또는 "M→T"로 표시됨) 개봉작을 식별하는 데도 사용되었으며, 이들에는 별점이 부여되지 않았다. 1997년 1월 25~31일 호부터 로그 목록은 새로 구현된 TV 부모 지침 시스템을 통해 부여된 프로그램의 콘텐츠 등급을 포함하기 시작했다(이 시스템의 콘텐츠 등급은 1998년 10월 도입 시 추가되었다).
1998년 6월 11일, 뉴스 코퍼레이션은 TV 가이드를 프레뷰 네트워크의 모회사인 United Video Satellite Group에 8억 달러와 추가로 12억 달러 상당의 주식 6천만 주에 매각했다(이는 1996년 두 회사 간의 이전 합병 시도가 결국 무산된 이후였다). 매각 후, TV 가이드가 잡지에서 프로그램 목록을 제거하고, 대신 United Video의 TV 가이드 잡지 인수로 인해 재브랜딩될 새로운 자매 케이블 네트워크인 Prevue Channel로 완전히 이전할 것이라는 보도가 나왔다. 그러나 뉴스 코퍼레이션 임원들은 목록 정보가 잡지에 계속 유지될 것이라고 나중에 밝혔다. 그해, United Video는 TVSM Inc.(경쟁 목록 안내서인 Total TV와 The Cable Guide 발행사)를 7,500만 달러 전액 현금 인수로 인수했다. 그 결과, TV 가이드는 Total TV와 합병되었고, 1998년 7월 11일 호부터 후자의 잡지 크기와 동일한 전체 크기 버전(원래 소책자 크기 버전은 유지)으로 잡지를 인쇄하기 시작했다.
대부분의 케이블 시스템은 자체 채널 라인업을 반영하는 목록 잡지를 발행했고, 이제는 리모컨으로 활성화하여 더 자세한 정보를 제공할 수 있는 별도의 안내 채널이나 전자 프로그램 안내를 갖게 되었으며—1990년대 후반에는 상세한 텔레비전 프로그램 정보를 제공하는 데 특화된 웹사이트(당시 TV 가이드 매거진과 공동 운영되던 TVGuide.com 및 Zap2It 등)와의 추가 경쟁이 가세하면서—별도 잡지에 인쇄된 프로그램 목록의 가치가 떨어졌다. 케이블 텔레비전 프로그램의 엄청난 양과 다양성 때문에 TV 가이드가 케이블 시스템을 통해 직접 제공되는 광범위한 프로그램의 목록을 제공하기 어려웠다. TV 가이드는 또한 케이블 박스가 개인화된 목록을 저장할 수 있는 능력과도 경쟁할 수 없었다. 그럼에도 불구하고, 1998년 9월 12~18일 호부터 잡지는 많은 판에 여러 새로운 채널을 추가했는데, 여기에는 이전에 채널 라인업 페이지의 서문에서만 언급되었던 채널과 주로 디지털 케이블 및 위성에서만 이용 가능했던 채널이 포함되었다. 비록 이러한 새로 추가된 채널의 대부분은 황금시간대 그리드에 배치되었지만, 애니멀 플래닛 및 MSNBC와 같은 일부 채널만이 로그 목록에도 통합되었다.
잡지의 특집 기사 또한 '로빈스 리포트'(작가 J. 맥스 로빈스의 평론 칼럼), '가족 페이지'(가족 지향 프로그램 리뷰), 그리고 해당 주에 방영될 일부 고전 영화 추천과 같은 새로운 내용이 추가되었다. 목록 섹션에 있던 '가이드라인' 기능은 대신 국가 컬러 섹션에 새로운 하이라이트 페이지 '놓치지 마세요'(잡지 스태프가 선정한 다가오는 주의 주요 프로그램 목록)로 대체되었다. 로그 내 영화 목록 또한 TV 영화 및 비디오 영화를 식별하기 시작했으며, 1점에서 4점까지의 별점 척도로 품질 등급(영화가 "나쁨"에서 "훌륭함"까지의 평가를 받았음을 의미)을 부여했다.
1999년, 이 잡지는 TV 가이드 어워드를 주최하기 시작했다. 이 시상식(폭스에서 방영)은 텔레비전 프로그램과 배우들을 기리는 행사로, 수상자는 잡지에 삽입된 후보 투표 용지를 통해 TV 가이드 구독자들이 선정했다. 이 시상식은 2001년 행사 이후 중단되었다. 1999년 7월 17~23일 호에서는 저녁 그리드가 월요일부터 토요일까지 오후 8시부터 11시(또는 7시부터 10시), 일요일에는 오후 7시부터 11시(또는 6시부터 10시)의 지정된 황금시간대로 축소되어, 해당 시간대의 설명적인 로그 목록을 보완했다. 이는 또한 20개 이상의 케이블 채널에 대한 목록을 제공하는 특정 판에서 그리드를 단일 페이지로 포함할 수 있게 했다.
1999년 10월 5일, VCR 플러스+ 장치 및 스케줄 시스템 제조사이자 (1988년부터 잡지 목록에 통합된 VCR의 예약 녹화 시스템용 채널 및 프로그램 코드) 우연히도 뉴스 코퍼레이션이 부분 소유한 젬스타 인터내셔널 그룹 Ltd.가 유나이티드 비디오 새틀라이트 그룹을 인수했다. 두 회사는 이전에 1994년부터 시작된 대화형 프로그램 가이드 시스템인 VCR 플러스+와 TV 가이드 온 스크린의 지식 재산권에 대한 법적 분쟁에 휘말려 있었다. 그 달, TV 가이드는 히스패닉 인구가 많은 22개 시장판에 TV 가이드 엔 에스파뇰(TV Guide en Español)이라는 16페이지 분량의 삽입본을 선보였다. 이 삽입본은 전국 스페인어 네트워크(유니비전 및 텔레문도 등)의 프로그램 정보와 함께 그 주의 주목할 만한 프로그램 리뷰가 담긴 특별 섹션을 제공했다. 잡지는 광고주들이 "최초의 주간 스페인어 잡지"라는 마케팅에 혼란을 겪으면서 2000년 3월에 이 삽입본을 중단했다. 이는 주요 TV 가이드 간행물 내의 삽입본이라는 구조에도 불구하고 발생한 문제였다.
전국 잡지로서 TV 가이드의 50주년을 기념하기 위해 2002년 이 잡지는 6개의 특별호를 발행했다:
- "우리가 항상 기억할 TV" (4월 6~12일): 우리가 가장 좋아하는 스타들이 50년의 추억, 순간, 마법을 공유한다."
- "역대 최고의 TV 쇼 50선" (5월 4~10일): 최고의 TV 시리즈 50선의 궁극적인 목록. (무엇이 1위인지 맞춰봐!)"
  - 참고: 이것은 텔레비전 자체(2시간짜리 특별 방송 형태)로 방영되고 'TV 가이드: 텔레비전 50년' 책에서 언급된 유일한 호로, 잡지의 목적이 정기적으로 방영되는 시리즈의 주간 목록을 제공하는 것임을 감안할 때 흥미롭다.
- "역대 최고의 표지 50선 (6월 15~21일): 좋아하는 쇼와 스타들의 멋진 사진들, 그리고 놀라운 비하인드 스토리!"
- "역대 최악의 쇼 50선 (7월 20~26일): 그냥 나쁜 게 아니야! 정말 끔찍한데, 우리는 그걸 좋아해!"
- "역대 최고의 만화 캐릭터 50선 (8월 3~9일): 웃기고! 영리하고! 완벽하게 그려졌어! 그들은 최고의 만화 캐릭터야!"
- "역대 가장 섹시한 스타 50선 (9월 28일~10월 4일): 카리스마, 곡선, 자신감, 매력! 이보다 더 즐거울 수 있을까?"

2003년까지 그리드에만 목록된 케이블 채널 수는 BBC 아메리카, Soapnet 및 내셔널 지오그래픽 채널과 같은 채널이 추가되면서 늘어났다(일부 판에는 제한된 수의 방송국—시장 내, 시장 외 또는 둘 다—이 그리드에만 독점적으로 포함되었다). 반대로, 자매 케이블 네트워크인 TV 가이드 채널(목록은 젬스타 인수 후 잡지에 추가됨)은 대부분의 판에서 로그 목록에서 그리드로 강등되었다. 창간부터 2003년까지 TV 가이드는 일주일 내내 24시간 목록을 제공했다. 2003년 6월 21일 호부터 지역 목록에 수많은 변경 사항이 발생했는데, 이는 일부 시장에서만 월요일부터 금요일까지 오전 5시부터 오후 5시까지의 목록이 4개의 그리드(오전 5시부터 8시, 8시부터 11시, 11시부터 오후 2시, 오후 2시부터 5시)로 압축되었다는 점이다. 프로그램이 요일별로 달랐다면 일반적인 설명인 "다양한 프로그램"으로 목록되었다. 주중 그리드는 특정 케이블 채널(주로 영화 채널과 라이프타임, 히스토리 채널, USA 네트워크와 같은 제한된 수의 기본 케이블 채널)에 대한 일일 목록을 유지했으며, 이는 다른 채널과 별도로 정리되었다. 이러한 변경 사항은 2003년 9월 13일 "가을 미리보기" 호부터 모든 TV 가이드 판에서 영구적으로 적용되었다.
2003년 6월호(일부 시장)와 2003년 "가을 미리보기"호(다른 지역)부터 잡지에 다른 변화가 있었다. 저녁의 주목할 만한 쇼, 영화, 스포츠 행사를 다루는 반 페이지짜리 일일 황금시간대 하이라이트 섹션—이전의 "가이드라인" 기능과 유사한—이 목록 섹션에 다시 추가되었다; 또한 전면 "주중 하이라이트" 페이지가 추가되어 주간 주간 토크 및 아침 쇼의 게스트 및 시사 정보와 방송 및 케이블 채널에서 주간에 방영되는 영화 추천이 포함되었다. 또한, 로그 목록은 황금시간대 목록에 계속 사용되었지만, 그리드와 로그에 프로그램 시놉시스가 추가되었고, 처음 방영되는 에피소드에는 "NEW" 표시기가, 로그 시놉시스에는 "(반복)" 표시기가 대체되었다. "프리미엄 채널 영화 가이드"도 "빅 무비 가이드"로 재편되었으며, 영화 목록은 각 판에 포함된 모든 방송 네트워크 및 케이블 채널(일부 특정 지역판에 나열되지 않은 채널 포함)에 방영되는 영화뿐만 아니라 페이퍼뷰로 이용 가능한 영화까지 확장되었다(이 섹션에 포함된 영화에 대한 페이지 참조는 황금시간대 그리드 및 로그 목록에도 포함되었다). 2004년 1월부터 자정부터 오전 5시까지의 목록(및 토요일 및 일요일 오전 5시부터 8시까지의 목록)은 해당 판의 홈 마켓 외의 어떠한 방송국도 포함하지 않게 되었으며, 홈 마켓 내 방송국 및 케이블 채널에 대한 프로그램 정보만 남게 되었다.
잡지 형식은 2004년 4월 11일 호부터 변경되어, 주간 목록이 신문에 추가되는 텔레비전 목록 잡지가 전통적으로 주간 목록 정보를 시작하는 날인 일요일에 시작하도록 했다. (기존에는 토요일에 시작했다.) 2004년 7월에는 심야 목록이 완전히 삭제되고, 오후 11시부터 새벽 2시까지의 그리드로 대체되었는데, 여기에는 각 판의 홈 마켓 내 방송국과 소수의 케이블 채널만 포함되었다. 또한 특정 채널에서 방영되는 소수의 심야 영화도 목록에 있었다. 주간 그리드의 목록 시간대도 오전 5시부터 오후 5시까지에서 오전 7시부터 오후 7시까지로 변경되었다. 이 시점에는 로그 목록이 오후 7시부터 11시까지 방영되는 프로그램으로 제한되었다. 2005년 초에는 황금시간대 및 심야 그리드에 더 많은 채널이 추가되었다.

#### 형식 전면 개편 및 전국 목록으로 전환
2005년 7월 26일, 젬스타-TV 가이드는 TV 가이드가 오랫동안 사용해 온 소책자 크기 형식을 버리고 더 많은 기사와 더 적은 프로그램 목록을 제공하는 더 큰 풀사이즈 전국 잡지로 인쇄를 시작할 것이라고 발표했다. 140개 모든 지역판은 폐지되었으며, 미국 본토 내 시간대를 다루는 두 가지 판으로 대체되었다: 하나는 동부 표준시 및 중부 표준시, 다른 하나는 태평양 표준시 및 산악 표준시를 위한 것이다(이전에는 이 두 판이 지역판과 별개로 존재했지만, 주로 호텔에 배포가 제한되었다). 형식 변경은 시청자의 프로그램 목록 소스로서 인터넷, 케이블 텔레비전 채널(TV 가이드 네트워크 등), 전자 프로그램 안내 및 디지털 비디오 레코더의 증가에 기인했다. TV 가이드의 새 버전은 2005년 10월 17일에 판매되기 시작했으며, 당신의 집을 고쳐드립니다 진행자 타이 페닝턴이 표지에 실렸다. 이제 그리드로만 구성된 목록 형식도 주간 목록이 일요일이 아닌 월요일에 시작하도록 변경되었다. 지역판 폐지의 결과로, 방송국은 방송 네트워크 일정으로 대체되었으며, 로컬 프로그래밍 설명은 네트워크 쇼 대신 방송 신디케이션, 지역 제작 또는 유료 프로그램이 방영되는 시간대를 나타내는 데 사용되었다.
2006년 9월, TV 가이드는 인쇄 잡지에는 포함되지 않은 확장된 독창적인 편집 및 사용자 생성 콘텐츠를 포함하는 재설계된 웹사이트를 출시했다. 2006년 12월 22일, TV 가이드는 잡지 사상 최초의 2주판을 발행했다. 레이철 레이가 표지에 실린 이 판은 2006년 12월 25일부터 2007년 1월 7일까지의 기간 동안 발행되었다. 2008년 초, 월요일부터 금요일까지의 주간 및 일일 심야 그리드가 목록 섹션에서 제외되었고, 텔레비전 하이라이트 섹션은 이전의 각 밤마다 2페이지에서 6페이지 분량의 주간 리뷰로 압축되었다. 2007년까지 TV 가이드의 발행 부수는 1970년 최고점인 거의 2천만 부에서 3백만 부 미만으로 감소했다.
2008년 5월 2일 매크로비전이 젬스타-TV 가이드를 28억 달러에 인수하면서 이 회사는 주로 수익성 높은 VCR 플러스 및 전자 프로그램 안내 특허를 활용하기 위해 전자를 인수했다고 밝혔다. 매크로비전은 잡지 및 TV 가이드 네트워크와 함께 회사의 경마 채널인 TVG Network를 다른 회사에 매각하기를 원한다고 밝혔다.

#### TV 가이드 토크
2005년 5월 18일, 주간 팟캐스트인 'TV 가이드 토크'가 무료로 다운로드 가능하게 출시되었다. 이 팟캐스트는 TV 가이드 기자/방송인 마이클 아우시엘로가 진행했으며, 그의 동료인 맷 웹 미토비치, 앤젤 콘, 다니엘 마누, Maitland McDonagh가 공동 진행했다. 각 에피소드에는 TV 가이드 직원들의 주간 연예 뉴스, 텔레비전 프로그램, 영화 개봉작에 대한 논평과 배우, 프로듀서, 임원과의 가끔 인터뷰가 포함되었다. 2008년 4월 4일(아우시엘로가 엔터테인먼트 위클리로 이적한 후), 팟캐스트가 종료될 것이라고 발표되었으며, 마지막 에피소드(에피소드 139)는 2008년 4월 10일에 공개되었다.
TV 가이드 토크 팟캐스트는 매주 금요일 오후에 공개되었고 평균 한 시간 길이였다. 참가자들은 지난 한 주 동안의 텔레비전과 전반적인 엔터테인먼트 산업에 대해 토론하고 논평했다. 각 팟캐스트의 시작은 텔레비전 프로그램이나 텔레비전 쇼 또는 영화의 범위를 벗어나는 것(예: 아카데미상 또는 에미상) 등 엔터테인먼트 산업에서 가장 큰 한 주간의 뉴스에 대한 심층 토론에 할애되었다. 중간 부분은 개별 쇼에 대한 토론과 논평에 할애되었다. 팟캐스트는 닐슨 레이팅스에 반드시 반영되지 않더라도 온라인에서 많은 팬층을 가진 프로그램에 중점을 두었다. 예를 들어 아메리칸 아이돌, 히어로즈, 로스트, 서바이버, 길모어 걸스, 베로니카 마스, 그리고 프로젝트 런웨이 등이 있다(후자 세 가지는 시청률이 낮지만 상당한 온라인 팬층을 가진 프로그램의 예시이다). 각 팟캐스트는 또한 그 주말의 새로운 극장 개봉작에 대한 주간 리뷰로 마무리되었다.

### 오픈게이트 캐피탈 시대
2008년 10월 13일, 매크로비전은 손실을 보고 있던 잡지(당시 연간 2천만 달러의 수익 손실을 기록하고 있던 것으로 알려짐)를 베벌리힐스에 본사를 둔 사모 펀드인 OpenGate Capital에 1달러와 3% 이자의 950만 달러 대출에 매각했다. 그러나 매각의 일환으로 매크로비전은 동반 웹사이트의 소유권을 유지했으며—이후 이 웹사이트는 사모 펀드인 One Equity Partners에 3억 달러에 매각되었다——이는 잡지와 웹사이트 간의 모든 편집 연결을 끊었고, TVGuide.com에서 비평가 맷 러시의 활동도 종료되었다. 잡지의 편집 콘텐츠는 새로운 사이트인 TVGuideMagazine.com에 출시되었는데, 이 사이트에는 TV 가이드의 목록이 어떤 형태로도 포함되지 않았다. TVGuideMagazine.com은 2010년 6월 1일 폐쇄되었고, TV 가이드 잡지와 TVGuide.com은 잡지의 콘텐츠를 후자 웹사이트로 복원하는 계약을 맺었다. 이 웹사이트는 라이언스게이트 엔터테인먼트가 2009년 1월에 TV 가이드 네트워크와 함께 인수했다.
2009년 1월, 이 잡지는 "공간 문제"를 이유로 MTV 및 DIY Network를 포함한 여러 네트워크를 그리드 목록에서 제외했다. 그러나 더 CW와 TV 가이드 네트워크의 두 가지 제외는 의심스럽고 자의적인 것으로 여겨졌다. 잡지에는 매일 밤 같은 일정을 가지거나 시청률이 낮은 여러 채널이 있으며 쉽게 제외될 수 있었지만, 여러 폭스 소유 네트워크는 이전 뉴스 코퍼레이션 소유권과의 계약 때문에 계속 목록에 있었다. TV 가이드 목록에서 TV 가이드 네트워크가 제거된 것은 웹사이트와 네트워크가 잡지로부터 "분리"된 것과 관련이 있을 가능성이 높다. 2009년 2월 초, 독자들의 수많은 항의 이메일을 받은 후 더 CW와 MTV가 다시 목록에 포함되었다. 그 결과, 시청률이 낮은 여러 네트워크의 목록이 제거되었다. 이전에 목록에서 제외되었던 다른 채널들은 천천히 다시 추가되었고, 2010년 6월에는 라이언스게이트의 TV 가이드 부문과의 계약의 일환으로 TV 가이드 네트워크의 일정이 그리드에 로고와 함께 다시 표시되었다. 오픈게이트 소유 하에 TV 가이드는 벤처 캐피털 모회사가 도입한 비용 절감, 상당한 인력 감축, 격주 발행으로의 전면 전환 등을 통해 천천히 수익성을 회복하여 연간 발행 호수를 29개로 줄였다.

#### 특집 기사로의 전환
2014년 6월 26일, 오픈게이트 캐피탈은 TV 가이드가 8월 11일 호부터 대대적인 재설계를 거칠 것이라고 발표했다. 이 잡지는 14페이지의 목록을 제거하고, 남은 목록 페이지에는 최고 시청률 방송 및 케이블 네트워크의 프로그램 정보만 표시했다. 또한, 기존 텔레비전 및 온라인 프로그램에 초점을 맞춘 추천 섹션을 포함한 "향상된 편집 기능"을 추가했다. 여기에는 선임 비평가 맷 러시의 추가 콘텐츠(확장된 "러시 리뷰" 칼럼과 러시가 선정한 주간 프로그램 10가지 추천 칼럼) 및 여러 새로운 섹션이 포함되었다("업프론트"는 인기 있는 텔레비전 관련 이야기, 인포그래픽, 질의응답 칼럼 및 시청률 차트를 특징으로 한다; "더 가이드"는 스포츠, 주간 프로그램, 온라인 스트리밍 가능한 콘텐츠를 포함하여 매일 텔레비전 프로그램의 확장된 하이라이트를 담고 있다; 월간 텔레비전 관련 기술 칼럼; "더 TV 가이드 인터뷰"는 연예인들의 경력에 초점을 맞춘 가끔의 인터뷰 특집; 그리고 "온 디맨드"는 스트리밍 및 주문형 비디오 서비스를 통해 첫 개봉되는 영화의 리뷰 칼럼이다). 또한, 잡지의 크기는 비용 절감 조치로 7 3⁄8 by 10 1⁄4 인치 (190 mm × 260 mm)에서 7 by 10 인치 (180 mm × 250 mm)로 줄었으며, 공항 가판대에서도 배포되기 시작했다.

### NTVB 미디어에 매각
2015년 10월 8일, 오픈게이트 캐피탈은 잡지와 공동 소유 웹사이트 TVInsider.com을 트로이, 미시간주에 본사를 둔 출판 회사인 NTVB Media에 미공개 금액으로 매각했다. 이는 TV 가이드의 8년 만에 세 번째 소유권 거래를 의미한다(오픈게이트 전무 이사 앤드류 니코는 구매 가격이 "1달러 이상 30억 달러 미만"이라고 밝혔고, 다른 업계 소식통은 잡지가 1,200만 달러 범위 내에서 팔렸다고 추정했다). TVGM 홀딩스 최고경영자 데이비드 J. 피시맨과 최고재무관리자 조 클레멘테를 비롯한 잡지의 62명 직원은 회사에 남기로 했으며, 뉴욕, 로스앤젤레스, 뉴타운 스퀘어 (펜실베이니아주)에 있는 잡지 본사 사무실도 계속 운영될 예정인데, 전자의 두 곳은 잡지의 편집 직원도 계속해서 상주한다.
이 인수는 NTVB 미디어를 미국에서 가장 큰 소비자 텔레비전 출판물 소유주로 만들었으며, 총 2천만 명 이상의 독자를 확보하게 되었다. NTVB는 이미 TV Weekly와 Channel Guide를 소유하고 있었는데, 이들은 모두 전국적인 편집 콘텐츠를 제공하며—전국 160개 이상의 신문과의 신디케이션 계약을 통해 각 신문의 일요일판에 보충 발행물로 배포된다—개별 지역에 맞춤화된 목록을 제공한다(이 회사는 2008년부터 이러한 방식으로 목록 잡지를 배포하기 시작했는데, 이는 신문들이 발행 부수 및 수익 감소로 인한 비용 절감 조치로 인해 자체 텔레비전 목록 잡지 발행을 중단하기 시작했기 때문이다). 또한 컴캐스트, 타임 워너 케이블, 디시 네트워크와 같은 유료 텔레비전 제공업체를 위한 목록 발행물도 출판한다. 따라서 NTVB가 TV 가이드를 신문에 별도로 배포할 계약을 체결할지, 아니면 기존 텔레비전 발행물에 해당 이름을 확장할지는 미정이다. TV 가이드와 NTVB의 다른 간행물 직원들은 각 잡지에 포함된 특집 콘텐츠에 대해 협력할 예정이며, 회사는 잡지 광고 판매를 기존 텔레비전 잡지 제목과 통합할 예정이다.

## 판본
잡지 창간부터 2005년 10월 시간대 기반 전국 목록으로 전환될 때까지 TV 가이드는 특정 지역 또는 개별 미디어 시장에 맞춘 지역-전국 혼합 형식을 유지했다. 각 지역판은 일반적으로 단일 도시 또는 지정된 지역(해당 판이 서비스하는 가장 큰 시장과 하나 이상의 더 작고 인접한 시장, 또는 단일 또는 여러 인접 주 또는 주)을 서비스했다. 사우스다코타주, 델라웨어주 및 미국의 해외 영토는 지역 목록 시대에 자체 판이 없었다. 두 미국 주( 래피드시티와 수폴스)의 경우 (해당 텔레비전 방송국이 각각 북부 콜로라도 및 네브래스카 주 전체 판에 목록됨) 둘 다 자체 판을 가질 만큼 너무 작고 서로 너무 멀리 떨어져 있어 하나의 판에 포함될 수 없다고 간주되었다. 델라웨어는 두 시장으로 나뉘는데—뉴캐슬군 및 켄트군은 필라델피아 시장의 일부이며(이는 지역 남동부 펜실베이니아 판과 필라델피아 지역을 위한 시장 특정 판의 두 가지 판으로 구성됨), 서식스군은 솔즈베리 (메릴랜드주) 시장의 일부이다(이는 1994년까지 워싱턴-볼티모어 판에, 그 이후에는 볼티모어 판에 방송국이 목록됨). 한때 주 전체 목록을 제공했던 일부 판은 결국 특정 지역에 대한 목록만 제공하는 별도의 판으로 분리되었다. 또한, 특정 시장이 일부 판에서 추가되거나 제외되었다.
1990년대 중반까지는 약 150개의 잡지 판이 발행되었다. 이 십 년 동안 TV 가이드는 개별 도시 및 특정 주 또는 다주 지역 내 여러 미디어 시장을 위한 판에서 벗어나 더 큰 텔레비전 시장의 특정 케이블 제공업체를 위한 판본—나중에 "궁극적인 케이블" 판으로 브랜드화됨—및 위성 제공업체인 다이렉TV와 디시 네트워크를 위한 판본(두 제공업체가 자체적으로 제작한 목록 잡지 외에 발행됨)을 포함하도록 다양화하기 시작했다.

### 목록 섹션
위에서 언급했듯이, 목록 섹션의 각 채널은 불릿으로 지정되었는데, 이는 잡지 로고와 마찬가지로 텔레비전 화면 모양으로 나타났다(초기 판본은 1955년까지 원형 모양을 사용했다). 방송국에 사용된 불릿은 채널 번호를 포함했는데, 이 번호는 식별된 채널에 따라 다른 레이아웃을 가졌고, 광고된 프로그램을 송출하는 지역 제휴사를 식별하는 데 네트워크 홍보 광고에 자주 사용되었다. 흰색 숫자가 겹쳐진 채워진 검은색 불릿은 특정 판본이 서비스하는 주요 시장 지역 중 하나에 위치한 지역 방송국을 나타냈다. 검은색 화면 윤곽선이 있는 흰색 불릿은 해당 판본이 다루는 외곽의 보조 시장에 있는 방송국을 나타냈다. 한 판본에 같은 번호의 채널이 두 개 이상 목록된 경우, 이러한 방송국을 구별하기 위해 영숫자 식별자(채널 번호 옆에 문자)가 사용되었는데, 일반적으로 주요 목록 앞에 나오는 특집 페이지에서 사용되었다. 예를 들어, 북위스콘신 판에서는 마켓 (미시간주)의 WLUC-TV(흰색 "6" 불릿으로 식별됨)를 구별하기 위해 "6M"이 사용되었고, 밀워키의 WITI는 검은색 "6" 불릿으로 목록되어 특집 페이지에서는 "6"만 식별자로 사용되었다.
이러한 형식에는 몇 가지 예외가 있었다. 예를 들어, 하와이주 판은 주요 호놀룰루 기반 방송국이 먼저 목록되고 그 뒤에 위성 자매 방송국이 따랐다. 반면 피츠버그 판은 해당 시장의 주요 방송국이 먼저 목록되고 그 뒤에 시장 외 채널이 따랐다. 후자는 WPGH(채널 53) 아래에 다른 방송국이 목록되는 것이 독특했는데, 네트워크 방송 시간대가 아닌 시간에 쇼를 목록할 때와, 네트워크-일정 라인업(이 경우 NBC) 동안에는 주요 방송국과 채널이 먼저 목록되었다—WPXI(11)가 먼저 목록되고, 그 뒤에 존스타운의 WJAC-TV(6), 슈토이벤빌의 WTOV-TV(9), 클락스버그 (웨스트버지니아주)의 WBOY-TV(12), 그리고 영스타운의 WFMJ-TV(21)가 이어졌다—이는 모든 방송국의 지상파 채널 번호 순서가 아니었다. 특정 판에 동일한 채널로 송출하지만 다른 시장을 서비스하는 방송국이 두 개 이상 있는 경우, 해당 판의 주요 방송국은 흰색 숫자가 있는 검은색 불릿으로 지정되었고, 다른 방송국은 검은색 숫자가 있는 흰색 불릿으로 표시되었다. 일부 판은 또한 넓은 지역을 커버하는 경우 분할(채널 10 이상 주파수로 방송하는 방송국은 절반; 채널 번호가 중앙에 분할된 경우 3분할) 또는 수직 채널 불릿을 사용하기도 했다. 때때로, 시장 외 채널이 있는 여러 판의 불릿이 변경되기도 했는데, 예를 들어 멤피스 판에서는 주요 지역 외부의 방송국(특히 1960년 이 판이 창간된 이래 라인업의 일부가 된 잭슨 (테네시주), 존스보로 (아칸소주), 그리고 튜펠로 (미시시피주) 시장을 서비스하던 원래 채널들)이 검은색 불릿/흰색 숫자로 목록되었던 것이 1980년에 더 많은 방송국이 추가된 후 흰색 불릿/검은색 숫자로 재구성되었다.
1979-80년에 이들 채널이 목록 섹션에 통합되자, 시장 외 슈퍼스테이션은 처음에는 영숫자로 식별되었는데, 이는 지상파 채널 번호와 해당 원산지 도시를 나타내는 문자를 조합하여 표시되었다(예를 들어, 디트로이트의 WKBD-TV는 (1994년 12월까지 케이블을 통해 대부분의 미시간주에서 폭스 제휴 방송국 역할을 했음) "50D"로 목록되었고, 댈러스–포트워스의 KTVT는 (1995년 7월 CBS 제휴 방송국으로 전환될 때까지 본국 시장 외 텍사스주, 오클라호마주, 아칸소주 및 루이지애나주 지역에서 지역 슈퍼스테이션으로 운영되었음) "11F"로 목록되었으며, 여기서 "F"는 라이선스 도시인 포트워스를 의미했다). 1984년까지 당시 세 개의 주요 전국 슈퍼스테이션인 TBS, WGN, WOR는 (각각 "17A", "9C", "9N"으로 식별됨) 다른 케이블 채널에서 사용되는 일반적인 약어 문자 지정이 부여되었다. 영숫자 식별자는 일부 지역판에서 동일한 채널 번호를 가진 방송국(일반적으로 시장 외 방송국)을 구별하는 데도 사용되었으며, 장르 기반 목록 페이지(예: 스포츠 가이드), 지역 목록 앞 페이지의 상호 참조 및 시장에 주요 네트워크 지점이 없는 경우 기본 네트워크 제휴 방송국(케이블을 통해) 역할을 하는 방송국에 대한 목록 섹션 내에서 사용되었다. (주목할 만한 한 가지 예외는 뉴멕시코주 판이었는데, 1984년부터 2005년까지 로스앤젤레스 방송국 KTLA, KHJ, KTTV, KCOP-TV를 나열했으며, 이들은 해당 기간 동안 주 일부 지역에서 케이블을 통해 이용 가능했음에도 "5L", "9L", "11L", "13L" 대신 "TLA", "KHJ", "TTV", "COP" 코드로 나열되었다.)
원래 시장 외 텔레비전 방송국에만 사용되었던 외곽선 불릿은 1981년 목록 섹션에 통합되기 시작했을 때 케이블 원본 채널에도 할당되었는데, 이는 압축된 서체로 세 글자 약어를 사용하여 해당 서비스를 나타냈다. 예를 들어, "ESN"은 ESPN을 나타냈고, "DSC"는 디스커버리 채널을 나타냈으며, "NIK"는 니켈로디언/Nick at Nite를 나타냈다. (E! 및 FX는 예외가 되었는데, 이들 채널은 두 글자 약어로 식별되었다.) 특정 경우에는 사용된 약어(AMC의 "AMC", "터너 네트워크 텔레비전"의 "TNT", "MTV"의 "뮤직 텔레비전" 등)가 채널이 이미 브랜드화했던 것이었다. (더 내슈빌 네트워크(현재 파라마운트 네트워크)는 주목할 만한 예외인데, 이는 네트워크에서 부여된 약어 "TNN" 대신 처음에 "NSH"라는 약어가 할당되었다.) 1998년 9월 해당 그룹이 출시된 후, 해당 판본이 서비스하는 하나 이상의 소규모 시장에 주로 케이블 전용 서비스의 지역 제휴 방송국이 있는 판본에서는 The WB 100+ Station Group의 제휴 방송국도 간략하게 일반적인 케이블 채널과 동일한 방식으로("WB" 약어 아래에) 식별되었다. 일부 공영 텔레비전 주 또는 지역 회원 네트워크는 특정 판본에서 유사하게 목록되었다(예: 미시시피 ETV[현재 미시시피 공영 방송], 이는 멤피스 판에서 "E" 코드로 목록되었다). 두 개의 유료 케이블 네트워크인 시네맥스와 쇼타임은 1997년에 rebrand되어 각각의 TV 가이드 약어인 "MAX"와 "SHO"가 로고의 핵심이 되었다. 1998년 9월 12~18일 호부터 황금시간대 그리드에 추가된 일부 채널은 네 글자 약어로 식별되었다(예: BBC 아메리카의 "BBCA", HBO 시그니처의 "HBOS"). 케이블 특정 판에서는 방송 또는 케이블 채널의 지역 케이블 할당을 나타내는 불릿(방송국의 케이블 채널 할당이 지상파 채널과 동일하거나 소규모 케이블 시스템이 목록된 경우 제외)이 특정 방송국 또는 네트워크 표시기 옆에 나타났다.
일부 케이블 채널, 주로 프리미엄 채널은 해당 판의 채널 디렉터리에 별표가 표시되어 있었는데, 이는 저녁 그리드(나중에는 "유료 TV 영화 가이드")에만 목록되어 있다는 의미였다. 시네맥스와 디즈니 채널과 같은 케이블 채널은 처음에는 잡지의 일부 판에서 황금시간대 프로그램 그리드에만 독점적으로 프로그램이 목록되었지만, 나중에는 전체 일일 일정이 로그 목록에도 포함되도록 확장되었다. 지역 TV 가이드 판이 지역화된 형식을 유지하는 일부 대규모 시장에서는 페이퍼뷰 서비스(예: Request TV 및 뷰어스 초이스)도 황금시간대 그리드에 포함되었다. 1990년대 중반까지 대부분의 TV 가이드 판은 그리드와 로그 목록 모두에 각 호에 포함된 거의 모든 케이블 채널에 대한 프로그램 목록을 제공했지만, 일부 판은 The Movie Channel(그 시점까지 많은 판에서 로그 목록에서 제외되었던 유일한 프리미엄 서비스였지만—로그에 포함되는 것은 다른 일부 케이블 채널과 마찬가지로 시장마다 달랐음—1998년 9월 스타즈, 앙코르, HBO 멀티플렉스 채널 HBO Plus(현재 HBO2) 및 HBO3(현재 HBO 시그니처)가 목록에 추가될 때까지)과 같이 적어도 하나의 채널을 그리드에만 독점적으로 목록했다. (스타즈와 앙코르는 1998년 "가을 미리보기" 호에 모든 지역 및 지역 판으로 확장되기 전에 해당 네트워크가 이용 가능했던 일부 시장에 목록되었다.)
동일한 프로그램이나 에피소드가 두 개 이상의 채널에서 동일한 시간대에 방영될 예정인 경우, 특정 시간 항목에 나열된 프로그램 제목 앞에 각 채널을 식별하는 두 개 이상의 불릿이 붙었다. 동일한 프로그램을 방영하는 방송국을 나타내는 여러 불릿의 사용은 여러 방송국이 동일한 네트워크 프로그램이나 해당 지역 뉴스 프로그램을 동시에 방영하는 경우에 더 흔한 현상이었지만, 이는 동일한 신디케이트 프로그램의 에피소드를 방영하는 방송 및 케이블 채널에도 적용되었다. 프로그램의 채널 간 상영 시간이 다를 경우에만 별도의 시간 항목이 사용되었다(방송국의 제휴 네트워크를 기반으로 한 불릿 그룹화는 2003년 9월부터 황금시간대 그리드에도 적용되었다). 또 다른 예는 프로그램의 시놉시스나 주제와 관련될 것이다. 만약 동일한 설명이 다른 채널에서 나중에, 또는 그 주에 해당 에디션에 목록된 다른 방송국에서 먼저 방영된 프로그램의 설명으로 사용된다면, 독자들은 프로그램 아래에 "자세한 내용은 (채널 xx) (요일/시간) 참조"라는 문구를 보게 될 것이다.

### 채널 디렉터리
목록 시대 대부분 동안, 목록 섹션 앞에는 채널 디렉토리가 있었다. 이 디렉토리에는 각 판에 프로그램 정보가 제공되는 방송국(나중에는 케이블 채널)이 나열되었다. 나열된 채널은 방송국의 경우 숫자 순으로, 케이블 채널의 경우 알파벳순(약어 기준)으로 정리되었다. 케이블 채널이 잡지에 추가되기 전까지는 이 디렉토리에 해당 판이 서비스하는 개별 시장의 방송국만 독점적으로 나열되었다. 각 방송국은 city of license에 해당하는 별도의 항목에 나열되었으며, 일부 경우에는 특정 미디어 시장을 서비스하는 하나 이상의 방송국이 주 서비스 도시에 따라 동일 시장을 서비스하는 경쟁 방송국과 구분되었다(예를 들어, 오클라호마시티/오클라호마 주 및 북텍사스 판에서는 로턴 (오클라호마주)의 ABC 제휴 방송국 KSWO-TV—이는 2003년 11월 오클라호마시티 및 툴사 판이 단일 오클라호마 주 판으로 통합될 때까지 검은색 불릿으로 지정되었고, 이때부터는 동일 시장 경쟁 방송국에 할당된 윤곽선 불릿으로 식별되기 시작함—는 "Lawton/Wichita Falls"를 서비스하는 것으로 나열되었으며, 해당 방송국의 본 시장인 위치토폴스, 텍사스주의 주요 도시를 서비스하는 NBC 제휴 KFDX-TV, CBS 제휴 KAUZ-TV, 독립 방송국으로 전환된 폭스 제휴 KJTL의 세 방송국과는 별도의 항목에 나타났다).
디렉토리는 원래 목록 섹션 첫 페이지의 하단 4분의 1에 나타났다. 1985년 5월 11~17일 호부터는 목록 바로 앞에 오는 전체 페이지 삽입본이 되었다. 1969년 5월 31일~6월 6일 호까지는 디렉토리에 각 목록된 방송국의 스튜디오 주소도 포함되었다. 1969년 6월 7~13일 호부터는 해당 판에 나열된 모든 공영 텔레비전 방송국이 학년 중 교실용 교육 프로그램을 방송함을 나타내는 서문이 디렉토리에 포함되었다. 대부분의 판에서는 이러한 프로그램에 대한 목록을 제공하지 않았으며, 이는 일반적으로 주중 오전 및 오후에 방송되었다.
1983년 9월 10~16일 "가을 미리보기" 호(일부 시장에 한정; 1985년 5월 11~17일 호부터 전국 확대)부터 목록 페이지의 나열된 채널 아래에 추가적인 서문이 추가되었는데, 이는 각 호에 포함되지 않은 채널에 대한 설명을 제공했다. 이 서문은 1998년 9월 12일 호부터 제거되었는데, 잡지가 해당 단락에서 언급된 많은 채널을 추가하기 시작했기 때문이다. 특정 판에 나열된 방송 텔레비전 방송국이 주 신호로 적절히 커버되지 않는 인접 지역을 커버하기 위해 위성 방송국을 운영하는 경우, 각 중계기(채널 번호로만 식별됨)를 나열하는 주석이 포함되어 해당 지역에 거주하는 독자들이 해당 방송국의 원본 방송국에 따라 프로그램을 시청하도록 안내했다(예를 들어, 북위스콘신 판 독자들은 다음과 같은 안내를 받았다: "마켓 (미시간주)의 3번 프로그램은 5번을 참조하십시오; 오클레어, 라크로스, 엘리슨 베이 (위스콘신주)의 28번, 31번, 55번 프로그램은 38번을 참조하십시오; 스터전 베이의 22번 프로그램은 26번을 참조하십시오.")
1982년부터 1984/85년까지 잡지의 지역 판에 케이블 원본 채널이 통합될 때까지, 전국적으로 배포되는 기본 케이블 채널(예: ESPN, 니켈로디언, 라이프타임, CNN)은 일반적으로 채널 라인업 페이지에서 "위성 프로그램 서비스"라는 제목 아래에 지역 케이블 제공업체로 배포되는 시장 외 방송국과 분리되어 목록되었고, 프리미엄 채널(HBO, 쇼타임 등)은 "유료 TV 서비스"로 분류되었다. 그 이후에는 각 판에 목록된 모든 케이블 채널이 알파벳순으로 목록되었으며, 프리미엄 서비스는 황금시간대 그리드에서만 다른 케이블 채널과 별도로 분류되었다. 1985년 9월 14~20일 "가을 미리보기" 호부터는 일부 판에 해당 판에 목록되지 않은 특정 지역 방송국의 프로그램 내용을 요약하는 주석도 포함되었다. 일부 판, 특히 "궁극적인 케이블" 및 위성 판에서는 채널 라인업이 각 채널의 케이블 및 위성 제공업체 할당 위치와 VCR 플러스+ 코드 번호를 나열하는 변환 차트 형태로 도식화되었다. 일부 지역 판의 라인업 페이지는 2003년부터 이러한 차트로 전환되어, 지역 판의 홈 마켓(또는 더 지역화된 판에서는 해당 판이 서비스하는 가장 큰 시장) 내 주요 케이블 제공업체의 채널 슬롯을 나열했다. 채널 라인업 페이지는 2004년 6월 대부분의 지역 판에서 삭제되었다.

## 관련 서비스

### TV 인사이더
TV 인사이더는 TV 가이드의 모회사인 TVGM 홀딩스 LLC가 발행하는 온라인 "TV 가이드"로 자체 홍보되는 웹사이트이다. 이 웹사이트는 2015년 1월에 출시되었다. 이 웹사이트는 인쇄 잡지에 글을 쓰는 비평가와 칼럼니스트(예: 맷 러시)의 리뷰와 인터뷰를 제공한다. TV 인사이더는 2023년 2월에 스트리밍 서비스에 특화된 동명의 인쇄 잡지를 출시했지만, 이 잡지는 2024년 4월에 발행을 중단했으며, 일부 콘텐츠는 일반 TV 가이드 잡지의 확장 섹션에 통합되었다.

### TV 위클리
TV 위클리는 주요 네트워크 및 케이블 채널과 함께 지역 채널 및 지역 케이블 네트워크의 텔레비전 목록을 시청자에게 제공하는 주간 잡지이다. 설정은 TV 가이드의 전국 목록과 유사하다.

### 리마인드 매거진
리마인드 매거진은 대중문화 향수를 다루는 월간 간행물로, 특히 1950년대에서 1990년대에 초점을 맞추고 있다. 리마인드는 TV 가이드 매거진과 마찬가지로 NTVB 미디어에서 발행하며, 각 호에는 테마별 특집 기사, 퍼즐, 퀴즈가 포함되어 있다.

### 출판물

#### TV 가이드 십자말풀이
TV 가이드 십자말풀이는 1980년대 후반에 처음 발행된틀:Specify 스핀오프 출판물로, 각 호의 마지막 페이지에 있는 십자말풀이 기능을 기반으로 했다. TV 가이드와 독립 잡지에 실린 퍼즐은 텔레비전 프로그램, 영화, 배우, 엔터테인먼트 역사 및 기타 엔터테인먼트 관련 상식과 관련된 답을 특징으로 했다. 일반 잡지 외에도 TV 가이드 십자말풀이는 특별판과 서적도 발행했다.

#### 부모의 어린이 엔터테인먼트 가이드
TV 가이드의 부모의 어린이 엔터테인먼트 가이드는 분기별 스핀오프 출판물로, 1993년 5월 27일 뉴스 스탠드에 처음 출시되었다. 이 잡지는 2세에서 12세 어린이를 대상으로 한 텔레비전 쇼, 가정용 비디오, 음악, 서적 및 장난감에 대한 리뷰와 어린이 텔레비전 쇼 및 영화를 중심으로 한 비하인드 스토리 특집 기사를 다루었다. 독자들의 혼란을 줄이기 위해 부모의 가이드 호는 당시 모 잡지인 TV 가이드가 적용했던 소책자 크기 대신 표준 크기 잡지로 인쇄되었다. 이 잡지는 1996년 봄 호 이후 발행을 중단했으며, 스핀오프 잡지에서 다루던 일부 콘텐츠는 TV 가이드의 연간 "어린이 TV 학부모 가이드" 호에 계속 실렸다.

## 다른 TV 가이드 잡지
- 미국 : 잡지하고 동일한 형식을 따르지만 캐나다에서 직접 편집 콘텐츠를 발행하는  캐나다판 TV 가이드가 1977년에 출시되었다(이전에는 1953년부터 미국판이 적절한 지역 텔레비전 목록과 함께 캐나다에서 발행되었다). 2006년 11월까지 인쇄물로 계속 발행되었고(그 이후로는 특별판만 인쇄됨), 그 후에는 웹사이트 tvguide.ca로 대체되었으며, 이 웹사이트는 2012년 12월까지 운영되다가 Sympatico의 엔터테인먼트 및 라이프스타일 웹사이트 The Loop에 통합되었다. 캐나다 출판사의 소유주인 Transcontinental Media(트랜스컨티넨탈 미디어)는 2014년 7월 2일에 TV 가이드의 온라인 편집 콘텐츠를 중단하여 캐나다판의 61년 역사를 마감했다. 그러나 신문하고 The Loop 소유주인 벨 캐나다의 유료 텔레비전 서비스(Bell Satellite TV, Bell Aliant TV, Bell Fibe TV)에 프로그램 일정을 배포하는 목록 부서는 계속 운영되고 있다.[62][63] 2017년에는 미국판 TV 가이드가 한동안 캐나다에서 배포되기도 했다.

TV 가이드라는 이름(원문 또는 잡지 언어로 번역된)을 사용하는 전국 텔레비전 목록 잡지는 다른 국가에서도 발행되지만, 이들 중 어느 것도 북아메리카 출판물과 관련이 있다고 생각되지는 않는다:
- 오스트레일리아 : 1970년대에 Southdown Press가 라이선스를 받아 TV 가이드의 버전을 발행했다. 1980년, 이 버전은 경쟁 잡지인 TV Week하고 합병되었는데, TV Week는 TV 가이드에서 사용된 로고와 매우 유사한 로고를 사용한다.
- 뉴질랜드 : TV 가이드라는 소책자 크기의 신문이 있는데, 이는 미국 또는 캐나다 출판물과 관련이 없다. 이 신문은 전국 잡지 중 가장 큰 발행 부수를 가지고 있으며, Fairfax Media(페어팩스 미디어)에서 발행한다.[64]
- 멕시코 : 텔레비사 계열사인 Editorial Televisa(에디토리알 텔레비사)에서 발행하는 TV Guía라는 소책자 크기의 출판물이 있다. 이는 미국 출판물하고는 관련이 없다.
- 이탈리아 : 1976년 9월부터 Mondadori(몬다도리)에서 소책자 크기의 Guida TV가 발행되고 있다.
- 캐나다 : 1977년 1월에 첫 창간하였으며, 이후 인터넷 매체의 발달로 수요가 줄게 되자 2006년 12월 25일에 폐간되었다.
- 대한민국 : 서울신문의 발행 라이선스를 취득하여, 한국어판을 1981년 7월부터 발행해 오다가 1990년대 후반 인터넷 매체의 발달 여파로 수요가 감소하여 1998년에 폐간되었다.

## 같이 보기
- TV저널
- 스타채널
- 월간 더 텔레비전